# Lista över fornlämningar i Gotlands kommun (Othem)
Lista över fornlämningar i Gotlands kommun (Othem) är en förteckning av ett urval av de fornlämningar som finns i Othem i Gotlands kommun.
| Namn                                  | Lämningstyp                      | Tillkomsttid | Historisk indelning | Plats | Läge                 | ID-nr          | Bild                                 |
| ------------------------------------- | -------------------------------- | ------------ | ------------------- | ----- | -------------------- | -------------- | ------------------------------------ |
| Othem 1:1                             | Fästning/skans                   |              | Othem, Gotland      |       | 57.696728, 18.821072 | 10095700010001 | Ladda upp en bild av detta fornminne |
| Othem 2:1                             | Stensättning                     |              | Othem, Gotland      |       | 57.705376, 18.855676 | 10095700020001 | Ladda upp en bild av detta fornminne |
| Othem 2:2                             | Stensättning                     |              | Othem, Gotland      |       | 57.705170, 18.855701 | 10095700020002 | Ladda upp en bild av detta fornminne |
| Othem 3:1                             | Stensättning                     |              | Othem, Gotland      |       | 57.704801, 18.855585 | 10095700030001 | Ladda upp en bild av detta fornminne |
| Othem 4:1                             | Stensättning                     |              | Othem, Gotland      |       | 57.709116, 18.852033 | 10095700040001 | Ladda upp en bild av detta fornminne |
| Othem 7:1                             | Stensättning                     |              | Othem, Gotland      |       | 57.716672, 18.760488 | 10095700070001 | Ladda upp en bild av detta fornminne |
| Othem 8:1                             | Gravfält                         |              | Othem, Gotland      |       | 57.720471, 18.756052 | 10095700080001 | Ladda upp en bild av detta fornminne |
| Othem 9:1                             | Stensättning                     |              | Othem, Gotland      |       | 57.721179, 18.756594 | 10095700090001 | Ladda upp en bild av detta fornminne |
| Othem 10:1                            | Gravfält                         |              | Othem, Gotland      |       | 57.714056, 18.754723 | 10095700100001 | Ladda upp en bild av detta fornminne |
| Othem 11:1                            | Husgrund, förhistorisk/medeltida |              | Othem, Gotland      |       | 57.712489, 18.735896 | 10095700110001 | Ladda upp en bild av detta fornminne |
| Othem 11:2                            | Husgrund, förhistorisk/medeltida |              | Othem, Gotland      |       | 57.712390, 18.735022 | 10095700110002 | Ladda upp en bild av detta fornminne |
| Othem 11:3                            | Husgrund, förhistorisk/medeltida |              | Othem, Gotland      |       | 57.712103, 18.735013 | 10095700110003 | Ladda upp en bild av detta fornminne |
| Othem 11:4                            | Husgrund, förhistorisk/medeltida |              | Othem, Gotland      |       | 57.712211, 18.734397 | 10095700110004 | Ladda upp en bild av detta fornminne |
| Othem 12:1                            | Hög                              |              | Othem, Gotland      |       | 57.714919, 18.737531 | 10095700120001 | Ladda upp en bild av detta fornminne |
| Othem 13:1                            | Husgrund, förhistorisk/medeltida |              | Othem, Gotland      |       | 57.714584, 18.733670 | 10095700130001 | Ladda upp en bild av detta fornminne |
| Othem 14:1                            | Hällristning                     |              | Othem, Gotland      |       | 57.721284, 18.746743 | 11100000001377 | Ladda upp en bild av detta fornminne |
| Othem 14:2                            | Hällristning                     |              | Othem, Gotland      |       | 57.721283, 18.746582 | 11100000001378 | Ladda upp en bild av detta fornminne |
| Othem 15:1                            | Gravfält                         |              | Othem, Gotland      |       | 57.719280, 18.731656 | 10095700150001 | Ladda upp en bild av detta fornminne |
| Othem 16:1                            | Stenkrets                        |              | Othem, Gotland      |       | 57.700914, 18.714356 | 10095700160001 | Ladda upp en bild av detta fornminne |
| Othem 17:1                            | Stenkrets                        |              | Othem, Gotland      |       | 57.701357, 18.718586 | 10095700170001 | Ladda upp en bild av detta fornminne |
| Othem 18:1                            | Gravfält                         |              | Othem, Gotland      |       | 57.711172, 18.716542 | 10095700180001 | Ladda upp en bild av detta fornminne |
| Othem 19:1                            | Stensättning                     |              | Othem, Gotland      |       | 57.715579, 18.667987 | 10095700190001 | Ladda upp en bild av detta fornminne |
| Othem 20:1                            | Stensättning                     |              | Othem, Gotland      |       | 57.728932, 18.788468 | 10095700200001 | Ladda upp en bild av detta fornminne |
| Othem 20:2                            | Stensättning                     |              | Othem, Gotland      |       | 57.729042, 18.788431 | 10095700200002 | Ladda upp en bild av detta fornminne |
| Othem 20:3                            | Stensättning                     |              | Othem, Gotland      |       | 57.729163, 18.788487 | 10095700200003 | Ladda upp en bild av detta fornminne |
| Othem 20:4                            | Stensättning                     |              | Othem, Gotland      |       | 57.729144, 18.788257 | 10095700200004 | Ladda upp en bild av detta fornminne |
| Othem 21:1                            | Stenkrets                        |              | Othem, Gotland      |       | 57.730623, 18.787080 | 10095700210001 | Ladda upp en bild av detta fornminne |
| Othem 22:1                            | Gravfält                         |              | Othem, Gotland      |       | 57.735157, 18.785225 | 10095700220001 | Ladda upp en bild av detta fornminne |
| Othem 24:1                            | Stenkrets                        |              | Othem, Gotland      |       | 57.738035, 18.785704 | 10095700240001 | Ladda upp en bild av detta fornminne |
| Othem 24:2                            | Stensättning                     |              | Othem, Gotland      |       | 57.737874, 18.785816 | 10095700240002 | Ladda upp en bild av detta fornminne |
| Othem 24:3                            | Stensättning                     |              | Othem, Gotland      |       | 57.737804, 18.785931 | 10095700240003 | Ladda upp en bild av detta fornminne |
| Othem 25:1                            | Stensättning                     |              | Othem, Gotland      |       | 57.739869, 18.783247 | 10095700250001 | Ladda upp en bild av detta fornminne |
| Othem 25:2                            | Stensättning                     |              | Othem, Gotland      |       | 57.739951, 18.782952 | 10095700250002 | Ladda upp en bild av detta fornminne |
| Othem 25:3                            | Stensättning                     |              | Othem, Gotland      |       | 57.740359, 18.782810 | 10095700250003 | Ladda upp en bild av detta fornminne |
| Othem 26:1                            | Stensättning                     |              | Othem, Gotland      |       | 57.738647, 18.789781 | 10095700260001 | Ladda upp en bild av detta fornminne |
| Othem 27:1                            | Gravfält                         |              | Othem, Gotland      |       | 57.730522, 18.797456 | 10095700270001 | Ladda upp en bild av detta fornminne |
| Othem 28:1                            | Gravfält                         |              | Othem, Gotland      |       | 57.730943, 18.795767 | 10095700280001 | Ladda upp en bild av detta fornminne |
| Othem 29:1                            | Stensättning                     |              | Othem, Gotland      |       | 57.727154, 18.798191 | 10095700290001 | Ladda upp en bild av detta fornminne |
| Othem 31:1                            | Stenkrets                        |              | Othem, Gotland      |       | 57.730275, 18.786823 | 10095700310001 | Ladda upp en bild av detta fornminne |
| Othem 32:1                            | Husgrund, förhistorisk/medeltida |              | Othem, Gotland      |       | 57.742161, 18.771911 | 10095700320001 | Ladda upp en bild av detta fornminne |
| Othem 32:2                            | Husgrund, förhistorisk/medeltida |              | Othem, Gotland      |       | 57.741872, 18.771409 | 10095700320002 | Ladda upp en bild av detta fornminne |
| Othem 32:3                            | Husgrund, förhistorisk/medeltida |              | Othem, Gotland      |       | 57.742352, 18.771535 | 10095700320003 | Ladda upp en bild av detta fornminne |
| Othem 32:4                            | Stensättning                     |              | Othem, Gotland      |       | 57.742429, 18.771259 | 10095700320004 | Ladda upp en bild av detta fornminne |
| Othem 33:1                            | Röse                             |              | Othem, Gotland      |       | 57.740316, 18.767654 | 10095700330001 | Ladda upp en bild av detta fornminne |
| Othem 34:1                            | Gravfält                         |              | Othem, Gotland      |       | 57.739946, 18.767045 | 10095700340001 | Ladda upp en bild av detta fornminne |
| Othem 35:1                            | Stensättning                     |              | Othem, Gotland      |       | 57.728535, 18.755017 | 10095700350001 | Ladda upp en bild av detta fornminne |
| Othem 36:1                            | Gravfält                         |              | Othem, Gotland      |       | 57.726884, 18.759298 | 10095700360001 | Ladda upp en bild av detta fornminne |
| Othem 37:1                            | Gravfält                         |              | Othem, Gotland      |       | 57.730371, 18.756354 | 10095700370001 | Ladda upp en bild av detta fornminne |
| Othem 38:1                            | Fornborg                         |              | Othem, Gotland      |       | 57.741239, 18.738970 | 10095700380001 | Ladda upp en bild av detta fornminne |
| Othem 38:2                            | Gravfält                         |              | Othem, Gotland      |       | 57.741239, 18.738970 | 10095700380002 | Ladda upp en bild av detta fornminne |
| Othem 38:3                            | Stensättning                     |              | Othem, Gotland      |       | 57.741371, 18.739757 | 10095700380003 | Ladda upp en bild av detta fornminne |
| Othem 38:5                            | Stensättning                     |              | Othem, Gotland      |       | 57.741195, 18.739650 | 10095700380005 | Ladda upp en bild av detta fornminne |
| Othem 38:6                            | Stensättning                     |              | Othem, Gotland      |       | 57.741156, 18.739768 | 10095700380006 | Ladda upp en bild av detta fornminne |
| Othem 38:7                            | Stensättning                     |              | Othem, Gotland      |       | 57.740751, 18.739363 | 10095700380007 | Ladda upp en bild av detta fornminne |
| Othem 38:8                            | Gravfält                         |              | Othem, Gotland      |       | 57.740835, 18.740018 | 10095700380008 | Ladda upp en bild av detta fornminne |
| Othem 43:1                            | Stensättning                     |              | Othem, Gotland      |       | 57.749773, 18.748020 | 10095700430001 | Ladda upp en bild av detta fornminne |
| Othem 44:1                            | Gravfält                         |              | Othem, Gotland      |       | 57.745989, 18.734435 | 10095700440001 | Ladda upp en bild av detta fornminne |
| Othem 46:1                            | Husgrund, förhistorisk/medeltida |              | Othem, Gotland      |       | 57.745164, 18.734445 | 10095700460001 | Ladda upp en bild av detta fornminne |
| Othem 47:1                            | Husgrund, förhistorisk/medeltida |              | Othem, Gotland      |       | 57.744686, 18.734452 | 10095700470001 | Ladda upp en bild av detta fornminne |
| Othem 48:1                            | Husgrund, förhistorisk/medeltida |              | Othem, Gotland      |       | 57.748857, 18.717641 | 10095700480001 | Ladda upp en bild av detta fornminne |
| Othem 48:2                            | Husgrund, förhistorisk/medeltida |              | Othem, Gotland      |       | 57.748742, 18.717206 | 10095700480002 | Ladda upp en bild av detta fornminne |
| Othem 49:1                            | Husgrund, förhistorisk/medeltida |              | Othem, Gotland      |       | 57.748034, 18.717045 | 10095700490001 | Ladda upp en bild av detta fornminne |
| Othem 49:2                            | Husgrund, förhistorisk/medeltida |              | Othem, Gotland      |       | 57.747763, 18.717726 | 10095700490002 | Ladda upp en bild av detta fornminne |
| Othem 50:1                            | Husgrund, förhistorisk/medeltida |              | Othem, Gotland      |       | 57.747135, 18.715977 | 10095700500001 | Ladda upp en bild av detta fornminne |
| Othem 50:2                            | Husgrund, förhistorisk/medeltida |              | Othem, Gotland      |       | 57.747219, 18.716509 | 10095700500002 | Ladda upp en bild av detta fornminne |
| Othem 50:4                            | Hällristning                     |              | Othem, Gotland      |       | 57.747663, 18.716043 | 11100000001379 | Ladda upp en bild av detta fornminne |
| Othem 53:1                            | Gravfält                         |              | Othem, Gotland      |       | 57.735199, 18.733018 | 10095700530001 | Ladda upp en bild av detta fornminne |
| Othem 54:1                            | Stensättning                     |              | Othem, Gotland      |       | 57.735474, 18.733984 | 10095700540001 | Ladda upp en bild av detta fornminne |
| Othem 54:2                            | Stensättning                     |              | Othem, Gotland      |       | 57.735548, 18.733980 | 10095700540002 | Ladda upp en bild av detta fornminne |
| Othem 55:1                            | Stensättning                     |              | Othem, Gotland      |       | 57.735341, 18.734652 | 10095700550001 | Ladda upp en bild av detta fornminne |
| Othem 56:1                            | Gravfält                         |              | Othem, Gotland      |       | 57.735870, 18.730097 | 10095700560001 | Ladda upp en bild av detta fornminne |
| Othem 58:1                            | Husgrund, förhistorisk/medeltida |              | Othem, Gotland      |       | 57.734505, 18.718308 | 10095700580001 | Ladda upp en bild av detta fornminne |
| Othem 59:1                            | Gravfält                         |              | Othem, Gotland      |       | 57.731667, 18.718830 | 10095700590001 | Ladda upp en bild av detta fornminne |
| Othem 60:2                            | Hällristning                     |              | Othem, Gotland      |       | 57.732287, 18.717930 | 11100000001380 | Ladda upp en bild av detta fornminne |
| Othem 61:1                            | Hällristning                     |              | Othem, Gotland      |       | 57.733042, 18.717073 | 11100000001381 | Ladda upp en bild av detta fornminne |
| Othem 62:1                            | Hög                              |              | Othem, Gotland      |       | 57.735425, 18.716405 | 10095700620001 | Ladda upp en bild av detta fornminne |
| Othem 63:1                            | Röse                             |              | Othem, Gotland      |       | 57.732114, 18.735970 | 10095700630001 | Ladda upp en bild av detta fornminne |
| Othem 64:1                            | Hög                              |              | Othem, Gotland      |       | 57.732200, 18.733444 | 10095700640001 | Ladda upp en bild av detta fornminne |
| Othem 64:2                            | Stensättning                     |              | Othem, Gotland      |       | 57.732184, 18.733247 | 10095700640002 | Ladda upp en bild av detta fornminne |
| Othem 65:1                            | Stensättning                     |              | Othem, Gotland      |       | 57.731689, 18.733507 | 10095700650001 | Ladda upp en bild av detta fornminne |
| Othem 66:1                            | Stensättning                     |              | Othem, Gotland      |       | 57.732759, 18.731923 | 10095700660001 | Ladda upp en bild av detta fornminne |
| Othem 67:1                            | Gravfält                         |              | Othem, Gotland      |       | 57.731928, 18.738646 | 10095700670001 | Ladda upp en bild av detta fornminne |
| Othem 70:1                            | Stensättning                     |              | Othem, Gotland      |       | 57.732943, 18.736951 | 10095700700001 | Ladda upp en bild av detta fornminne |
| Othem 70:2                            | Stensättning                     |              | Othem, Gotland      |       | 57.733003, 18.737073 | 10095700700002 | Ladda upp en bild av detta fornminne |
| Othem 71:1                            | Gravfält                         |              | Othem, Gotland      |       | 57.723060, 18.748558 | 10095700710001 | Ladda upp en bild av detta fornminne |
| Othem 72:1                            | Stensättning                     |              | Othem, Gotland      |       | 57.725994, 18.726356 | 10095700720001 | Ladda upp en bild av detta fornminne |
| Othem 74:1                            | Gravfält                         |              | Othem, Gotland      |       | 57.721695, 18.735184 | 10095700740001 | Ladda upp en bild av detta fornminne |
| Othem 75:1                            | Gravfält                         |              | Othem, Gotland      |       | 57.724974, 18.751280 | 10095700750001 | Ladda upp en bild av detta fornminne |
| Othem 76:1                            | Fornborg                         |              | Othem, Gotland      |       | 57.726381, 18.753149 | 10095700760001 | Ladda upp en bild av detta fornminne |
| Othem 76:2                            | Gravfält                         |              | Othem, Gotland      |       | 57.726274, 18.752926 | 10095700760002 | Ladda upp en bild av detta fornminne |
| Othem 77:1                            | Gravfält                         |              | Othem, Gotland      |       | 57.726408, 18.751867 | 10095700770001 | Ladda upp en bild av detta fornminne |
| Othem 78:1                            | Gravfält                         |              | Othem, Gotland      |       | 57.742062, 18.702263 | 10095700780001 | Ladda upp en bild av detta fornminne |
| Othem 79:1                            | Gravfält                         |              | Othem, Gotland      |       | 57.736216, 18.704115 | 10095700790001 | Ladda upp en bild av detta fornminne |
| Othem 80:1                            | Stensättning                     |              | Othem, Gotland      |       | 57.752712, 18.739492 | 10095700800001 | Ladda upp en bild av detta fornminne |
| Othem 80:2                            | Stensättning                     |              | Othem, Gotland      |       | 57.752882, 18.739566 | 10095700800002 | Ladda upp en bild av detta fornminne |
| Othem 81:1                            | Gravfält                         |              | Othem, Gotland      |       | 57.773791, 18.709580 | 10095700810001 | Ladda upp en bild av detta fornminne |
| Othem 85:1                            | Husgrund, förhistorisk/medeltida |              | Othem, Gotland      |       | 57.771965, 18.723965 | 11000000002285 | Ladda upp en bild av detta fornminne |
| Othem 87:1                            | Husgrund, förhistorisk/medeltida |              | Othem, Gotland      |       | 57.767992, 18.715636 | 10095700870001 | Ladda upp en bild av detta fornminne |
| Othem 88:1                            | Stensättning                     |              | Othem, Gotland      |       | 57.752974, 18.726086 | 10095700880001 | Ladda upp en bild av detta fornminne |
| Othem 89:1                            | Stensättning                     |              | Othem, Gotland      |       | 57.755837, 18.700195 | 10095700890001 | Ladda upp en bild av detta fornminne |
| Othem 90:1                            | Hällristning                     |              | Othem, Gotland      |       | 57.749692, 18.685411 | 11100000001042 | Ladda upp en bild av detta fornminne |
| Othem 91:1                            | Husgrund, förhistorisk/medeltida |              | Othem, Gotland      |       | 57.751611, 18.682439 | 10095700910001 | Ladda upp en bild av detta fornminne |
| Othem 95:1                            | Husgrund, förhistorisk/medeltida |              | Othem, Gotland      |       | 57.699474, 18.798663 | 10095700950001 | Ladda upp en bild av detta fornminne |
| Othem 96:1                            | Husgrund, förhistorisk/medeltida |              | Othem, Gotland      |       | 57.768970, 18.732272 | 11000000002287 | Ladda upp en bild av detta fornminne |
| Othem 104:1                           | Stensättning                     |              | Othem, Gotland      |       | 57.725933, 18.751735 | 10095701040001 | Ladda upp en bild av detta fornminne |
| Othem 115:1                           | Gravfält                         |              | Othem, Gotland      |       | 57.726509, 18.751126 | 10095701150001 | Ladda upp en bild av detta fornminne |
| Othem 124:2                           | Hällristning                     |              | Othem, Gotland      |       | 57.773320, 18.724055 | 11100000001043 | Ladda upp en bild av detta fornminne |
| Othem 140:1                           | Stensättning                     |              | Othem, Gotland      |       | 57.756477, 18.719950 | 10095701400001 | Ladda upp en bild av detta fornminne |
| Othem 167:1                           | Hällristning                     |              | Othem, Gotland      |       | 57.746756, 18.734119 | 11100000001150 | Ladda upp en bild av detta fornminne |
| Othem 168:1                           | Stensättning                     |              | Othem, Gotland      |       | 57.749039, 18.714560 | 10095701680001 | Ladda upp en bild av detta fornminne |
| Othem 168:2                           | Stensättning                     |              | Othem, Gotland      |       | 57.749050, 18.714706 | 10095701680002 | Ladda upp en bild av detta fornminne |
| Othem 172:1                           | Husgrund, förhistorisk/medeltida |              | Othem, Gotland      |       | 57.748160, 18.721941 | 10095701720001 | Ladda upp en bild av detta fornminne |
| Othem 179:5                           | Grav- och boplatsområde          |              | Othem, Gotland      |       | 57.723347, 18.778404 | 11000000002290 | Ladda upp en bild av detta fornminne |
| Othem 187:1                           | Stensättning                     |              | Othem, Gotland      |       | 57.743123, 18.740047 | 10095701870001 | Ladda upp en bild av detta fornminne |
| Othem 189:1                           | Stensättning                     |              | Othem, Gotland      |       | 57.739344, 18.740176 | 10095701890001 | Ladda upp en bild av detta fornminne |
| Othem 193:1                           | Stensättning                     |              | Othem, Gotland      |       | 57.722615, 18.753849 | 10095701930001 | Ladda upp en bild av detta fornminne |
| Othem 201:1                           | Stensättning                     |              | Othem, Gotland      |       | 57.727883, 18.752907 | 10095702010001 | Ladda upp en bild av detta fornminne |
| Slite backe, Lotsbacken (Othem 215:1) | Fästning/skans                   |              | Othem, Gotland      |       | 57.703557, 18.807635 | 10095702150001 | Ladda upp en bild av detta fornminne |
| Othem 246                             | Stensättning                     |              | Othem, Gotland      |       | 57.717175, 18.781760 | 12000000076926 | Ladda upp en bild av detta fornminne |
| Othem 247                             | Stensättning                     |              | Othem, Gotland      |       | 57.717125, 18.781593 | 12000000076927 | Ladda upp en bild av detta fornminne |
| Othem 248                             | Stensättning                     |              | Othem, Gotland      |       | 57.717225, 18.781896 | 12000000076928 | Ladda upp en bild av detta fornminne |